# 長宗我部元親
長宗我部元親（1539年—1599年7月11日），為日本戰國時代土佐大名、土佐七雄之一，外號「鬼若子」。

## 生涯

### 早年成長
長宗我部元親為長宗我部國親的嫡長子，生於岡豐城，幼名彌三郎。由於幼年時皮膚白皙且體弱，而被家中私下譏稱為「姬若子」（意思是像女孩般的男孩子）。
1560年首次上戰場，陪同父親迎戰本山茂辰（長濱之戰），元親在出陣前曾向家臣秦泉寺秦惟請教長槍的用法，並在練習之後得意地說道：「原來這麼簡單阿！」上陣時，長宗我部元親親自持槍應戰且戰果不凡，被族人轉而視為勇將，並改稱之為「鬼若子」。同年6月，由於父親的猝逝，元親繼承為長宗我部氏的第21代家督。

### 統一土佐
長宗我部元親動員一領具足擴大勢力，以四國統一為其家族目標，永祿六年（1563年）迎娶齋藤利三的異父妹，同年吉良親貞繼承吉良氏。永祿十一年（1568年）朝倉城之戰降服本山家、永祿十二年（1569年）年發動八流之戰消滅安藝國虎，並且於元龜二年（1571年）消滅津野家，領土大為擴增；天正二年（1574年）一條兼定被其家臣放逐後，元親便趁機奪取土佐一國。天正三年（1575年），元親又在渡川之戰擊敗向大友氏借兵欲攻回土佐的一條兼定，完成了土佐的統一。

### 征伐四國
之後長宗我部元親與織田信長結盟，繼續進侵伊予、讚岐與阿波；但天正四年（1576年）元親的二弟吉良親貞的過世、三好家十河存保的反攻與信長的廢除同盟等，都讓元親在長宗我部家的發展與維持上舉步維艱。天正十年（1582年），織田信長本來有意集合軍隊渡海攻打四國，但卻於本能寺之變中遇害。信長死後，元親趁機攻打宿敵十河存保（中富川之戰），並與柴田勝家、德川家康結盟，至天正十三年（1585年）時幾乎統一四國，此時四國是否全由長宗我部家統治還有爭議。

### 臣服秀吉
1585年，羽柴秀吉派遣羽柴秀長等人攻打四國霸主長宗我部氏，元親下令將兵死守防衛線上，防止對方登陸，長宗我部元親死守居城應戰，初時羽柴秀吉要求長宗我部返還讚岐、伊予二國投降，但長宗我部僅願返還伊予一國而激起戰事。
但長宗我部家難以抵擋秀吉大軍，後來由谷忠澄提議投降。戰後羽柴秀吉將阿波、讚岐與伊予收為己有，僅留土佐一國給長宗我部家，元親上洛謁見秀吉表示臣服之意。

### 豐臣之下
天正十四年（1586年），豐臣秀吉攻打九州時，元親的嫡長子長宗我部信親也參戰（戶次川之戰），但因為軍監仙石秀久的錯誤判斷，使得信親及宿敵十河存保戰死。元親傷心欲絕，從此性情大變，並開始溺愛四子長宗我部盛親。天正十六年（1588年），元親將居城遷到大高坂城，之後卻困於繼承人選擇，甚至因為此事件肅清反對派的一門眾，如比江山親興、吉良親實，長宗我部家之局勢因而每況愈下。
天正十七年（1589年），被賜姓羽柴。天正十八年（1590年），參加小田原征伐，率領長宗我部水軍攻略後北條氏的下田城。天正十九年（1591年），元親將居城遷到浦戶城。文祿元年（1592年），參加朝鮮征伐。慶長元年（1596年）進行檢地。慶長二年（1597年），與盛親一同制定長宗我部元親百個條。

### 人生最後

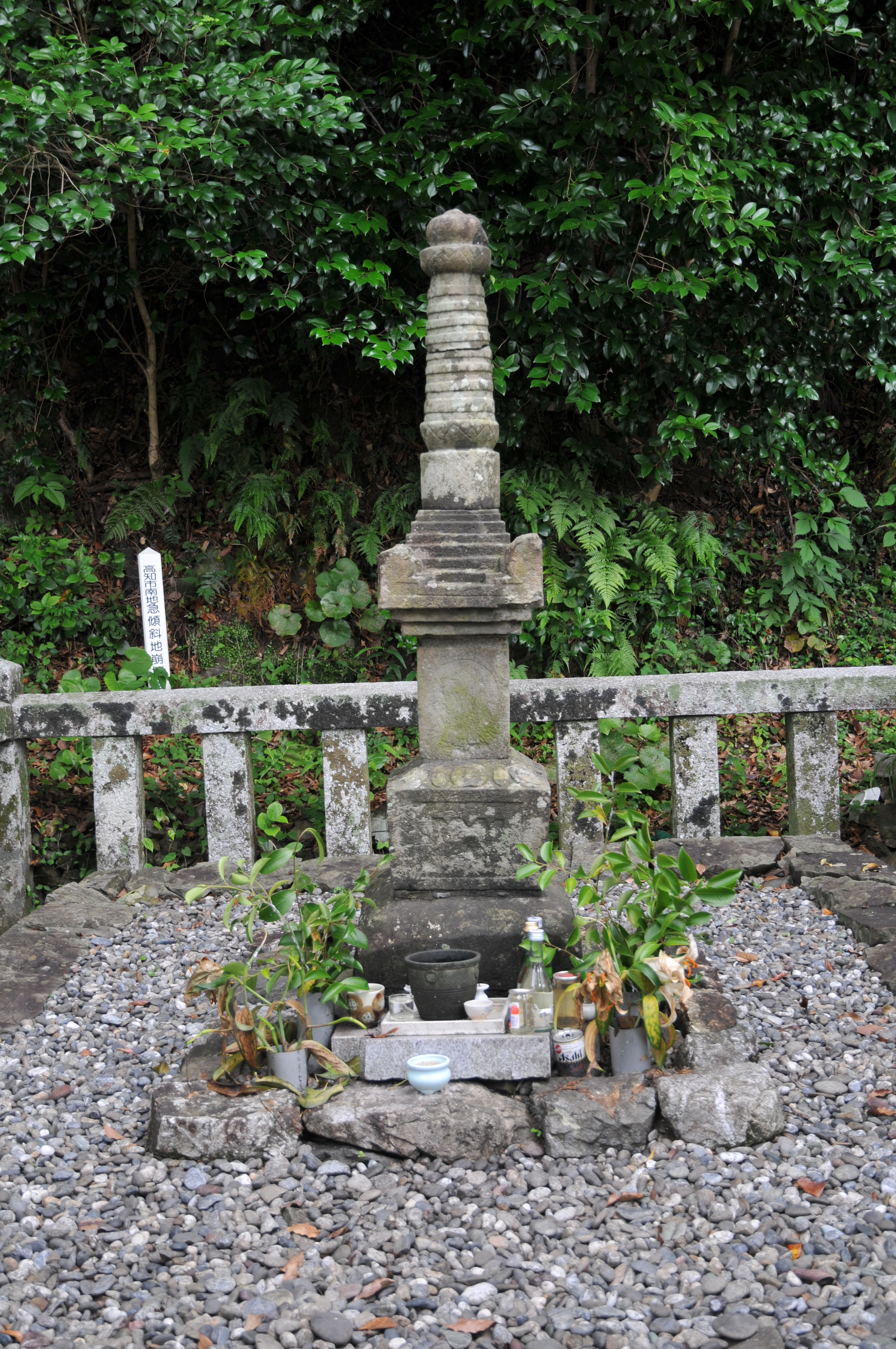
長宗我部元親之墓（高知市長濱）

1598年，豐臣秀吉病逝，政局變得相當不穩定，因此元親年末留在伏見宅邸，並於11月26日接受德川家康的訪問，隔年年初歸國。
1599年，身體越來越虛弱，為此再次上洛找尋京都及大坂的名醫並謁見豐臣秀賴，在伏見屋敷休養，最終一病不起，向盛親交代遺言後病逝，享年61歲。
1928年（昭和3年）11月10日贈正三位。

## 逸話
- 名字的「元」字，來自細川晴元的一字拜領。
- 初陣的前兩天正是桶狹間之戰的日子。
- 元親曾造訪阿波雲邊寺，在與該寺住持俊崇坊談到自己想要統一四國的抱負時，俊回以「藥罐的蓋子是不能拿來覆蓋水瓶的。而你有的也是不能夠覆蓋四國全土的土佐一國的蓋子而已。」，元親則這樣回覆對方：「我的蓋子是名匠元親所作的，雖然小卻足夠覆蓋四國了。」。
- 九州征伐後，元親因信親戰死傷心欲絕。由於是豐臣家臣仙石秀久的過錯，對此感到愧疚的秀吉提議將九州大隅國加封予元親，但元親以不希望自家領土隔海分割為兩地而婉拒。
- 元親於太閤檢地時，刻意少報土佐國石高，只報9萬8千石，之後山內一豐入主土佐國於1605年重新檢地後，才發現實際石高高達20萬2千600石。
- 吉田孝世所著的土佐物語提到，有人問過織田信長對元親的評價，信長毫不客氣的說是「無鳥島之蝙蝠」，意思就是在沒有真正強者（鳥）的區域連戰連勝的小大名（蝙蝠）罷了。但有持正反意見理由如下：
  - 土佐物語成書年代是1708年，吉田孝世乃山內土佐藩士，山內氏多把長宗我部氏的舊臣列為下士，因此有山內氏人員貶低長宗我部氏的嫌疑。
  - 一級史料信長公記並無提到此事。
  - 元親長子信親的「信」字為來自織田信長的一字拜領，一般認為是認可元親實力的舉動，不過拜領一字乃上對下很常見的安撫手段且不需任何成本，因此拜領字號無法說明信長對於元親是正面評價。

## 長宗我部氏家臣團
| - 濱田善右衛門 - 濱田善左衛門 - 濱田久直 - 久武親信 - 久武親直 - 中島可之助 - 中島重房 - 池賴和 | - 吉田孝賴 - 吉田貞重 - 吉田重俊 - 吉田重康 - 吉田政重 - 桑名吉成 - 佐竹親直 | - 福留親政 - 福留儀重 - 福留政親 - 香川信景 - 金子元宅 - 公文重忠 - 江村親家 | - 瀧本寺非有 - 谷忠澄 - 大西賴包 - 豐永勝元 - 戶波親武 - 橫山友隆 - 依岡左京 |

## 著名戰役
| 戰役名稱                   | 舊制年份 | 西元年份 | 敵對勢力   | 戰役結果       |
| -------------------------- | -------- | -------- | ---------- | -------------- |
| 長濱之戰                   | 永祿3年  | 1560年   | 本山茂辰   | 長宗我部軍勝利 |
| 八流之戰                   | 永祿12年 | 1569年   | 安藝國虎   | 長宗我部軍勝利 |
| 四萬十川之戰               | 天正3年  | 1575年   | 一條兼定   | 長宗我部軍勝利 |
| 中富川之戰                 | 天正10年 | 1582年   | 十河存保   | 長宗我部軍勝利 |
| 四國征伐（內含天正之陣）   | 天正13年 | 1585年   | 羽柴秀吉   | 羽柴軍勝利     |
| 九州征伐（內含戶次川之戰） | 天正14年 | 1586年   | 島津義久   | 豐臣軍勝利     |
| 小田原征伐                 | 天正18年 | 1590年   | 北條氏政   | 豐臣軍勝利     |
| 文祿之役                   | 文祿元年 | 1592年   | 明・朝鮮軍 | 和談           |

## 遊戲
- 戰國無雙系列 &無雙OROCHI系列（光榮公司開發，置鮎龍太郎配音）
- 戰國BASARA系列（CAPCOM開發，石野龍三配音）

## 資料來源
- 長宗我部情報網（日語）

| 前任： 長宗我部國親 | 土佐長宗我部氏第21代當主 1560年－1599年 | 繼任： 長宗我部盛親 |